# Lowe’s
Lowe’s ist ein amerikanisches Einzelhandelsunternehmen mit Firmensitz in Mooresville, Iredell County, North Carolina. Der Schwerpunkt der Geschäftstätigkeit liegt bei Heimwerkerartikeln und Haushaltsgeräten. Das Unternehmen ist im Aktienindex Standard & Poor’s 100 (LOW) gelistet. In der Liste der größten Unternehmen in den Vereinigten Staaten steht Lowe’s an 39. Stelle.
Das Unternehmen wurde 1946 in North Wilkesboro in North Carolina gegründet. Seit 1961 werden die Aktien des Unternehmens an der New Yorker Börse (Wallstreet) gehandelt. Lowe’s ist mit 1.840 Geschäften in 49 Bundesstaaten in den Vereinigten Staaten vertreten. Lowe’s beschäftigt rund 244.500 Mitarbeiter. Die Kette ist ebenso in Kanada (33 Niederlassungen) und in Australien vertreten. Im Mai 2015 übernahm die Kette 13 Filialen von Target Canada. Die Baumarktkette The Home Depot ist der größte Konkurrent Lowe’s.